# 周氏角蝉
周氏角蝉（学名：Choucentrus sinensis），一种于中国云南省景洪市勐养镇及西藏自治区墨脱县等地发现的昆虫，是角蝉科周氏角蝉属的模式种
，为中国特有种。
本种于2023年被收录入《有重要生态、科学、社会价值的陆生野生动物名录》。